# Yolanda de Dreux
Yolanda de Dreux (1263–2 de agosto de 1330) fue una reina consorte del reino de Escocia por haber estado casada con Alejandro III de Escocia. Fue hija de Roberto IV de Dreux y de Beatriz de Montfort.

## Biografía
Era hija de Roberto IV, conde de Dreux y de Braine, y de Beatriz, condesa de Montfort. La familia de Yolanda estaba lejanamente emparentada con los reyes de Francia capetos y tenía lazos estrechos con otras destacadas familias nobles. 
Su padre era un descendiente patrilineal del rey Luis VI de Francia, siendo su abuela paterna María de Borbón una prima de Guido de Dampierre, conde de Flandes, mientras que su madre Beatriz era la hija única del conde Juan I de Montfort-l'Amaury y su esposa Juana, señora de Chateaudun. De su madre Yolanda heredó el título de condesa de Montfort por derecho propio.

## Matrimonio
Yolanda fue la segunda esposa de Alejandro III, rey de los escoceses, quien se casó con la joven francesa en busca de un heredero tras la muerte de su último hijo superviviente de su matrimonio con Margarita, hija de Enrique III de Inglaterra, también llamado Alejandro. Además de pretenderse que el rey de Escocia tuviera un heredero, el matrimonio de Alejandro con la francesa Yolanda representaba un movimiento de distanciamiento de Alejandro respecto a su vecino Eduardo I de Inglaterra y para enfatizar la independencia escocesa. Yolanda estaba relacionada muy estrechamente con su esposo Alejandro III, puesto que ambos compartían los mismos predecesores en las casas nobles francesas de Coucy y de Dreux.
El matrimonio se celebró el 15 de octubre de 1285 en la abadía de Jedburgh. El rey Alejandro murió en marzo de 1286, de una caída del caballo, mientras cabalgaba desde su corte en Edimburgo para reunirse con Yolanda en Kinghorn. Parece que por entonces la reina estaba embarazada del tan esperado heredero, y los Guardianes fueron elegidos para gobernar el reino por unas cortes reunidas en Scone, Perth y Kinross el 2 o el 28 de abril de 1286.
No queda claro que ocurrió con su embarazo, lo más probable es que tuviera un aborto natural. Sin embargo, según un relato los Guardianes reunidos en Clackmannan el día de santa Catalina — 25 de noviembre de 1286 — para testimoniar el nacimiento, pero el niño nació muerto, o es posible que se tratara sólo de un embarazo psicológico, y según un dudoso relato inglés ella estaba fingiendo el embarazo.

## Descendencia
El segundo matrimonio de Yolanda, en 1292, con Arturo, duque de Bretaña, duró más y tuvo descendencia. Yolanda y Arturo tuvieron al menos seis hijos:
- Juan (1294 – 1345), conde de Montfort, casado en 1329 con Juana de Flandes, hija de Luis I, conde de Nevers;
- Beatriz (1295 – 1384), señora de Hédé, casada en 1315 con Guido X († 1347), señor de Laval y de Acquigny;
- Juana (1296 – 1364), casada en 1323 con Roberto de Flandes († 1331), señor de Marle y de Cassel;
- Alicia (1297 – 1377), casada con Bouchard VI († 1354), conde de Vendôme  y de Castres;
- Blanca (nacida en 1300), fallecida joven;
- María (1302 – 1371), monja en el Priorato de Poissy.

Arturo murió en 1312, y le sucedió su hijo Juan, nacido de su primer matrimonio y que no debe ser confundido con el hijo que tuvo con Yolanda de Dreux. 

## Muerte
Yolanda sobrevivió a Arturo, muriendo el 2 de agosto de 1330. Su condado de Montfort pasó a su hijo Juan, quien más tarde luchó sin éxito por su pretensión al ducado de su padre en el Guerra de Sucesión de Bretaña.
| Predecesor: Margarita de Inglaterra | Reina consorte de Escocia 1285–1286   | Sucesor: Isabel de Burgh    |
| Predecesor: Blanca de Champaña      | Duquesa consorte de Bretaña 1305–1312 | Sucesor: Isabel de Castilla |
| Predecesor: Beatriz de Montfort     | Condesa de Montfort 1311–1322         | Sucesor: Juan de Montfort   |